# Brodersby (Angeln)
Pour les articles homonymes, voir Brodersby.
Brodersby est une commune de l'arrondissement de Schleswig-Flensbourg, Land de Schleswig-Holstein.

## Géographie
La commune se situe sur la Schlei dans la péninsule d'Angeln.

## Histoire
Sur le plateau au sud du territoire, en face du port de Fährhaus, se trouve le château-fort de Flurname. Il aurait été construit en 1120 pour se protéger des Wendes. Le mur baptisée en 1283 en hommage à Marguerite Sambiria est partiellement préservée.
Bien que le château ait servi de refuge pendant les guerres, il n'est relié au réseau routier qu'en 1999.

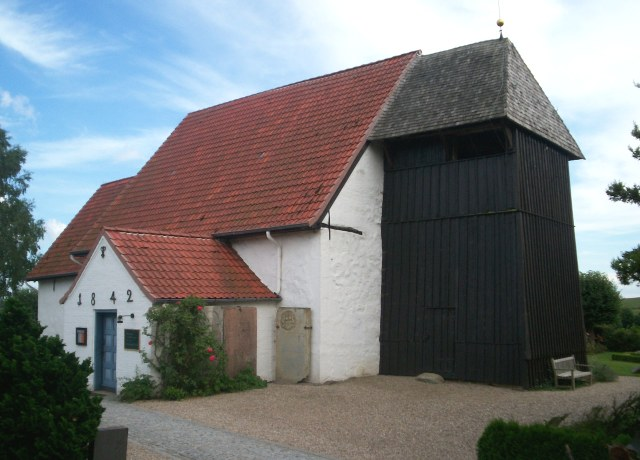
Église Saint-André

L'église Saint-André est construite durant la seconde moitié du XIIe siècle, probablement sur un lieu de culte païen. À l'intérieur, il y a une pierre sacrificielle d'avant la chrétienté intégrée dans l'architecture romane. Le petit bâtiment en pierre comprend une courte nef rectangulaire et un chœur carré. Le clocher en bois contribue à cet aspect d'église primitive. La chaire date de 1726. La croix date du milieu du XVe siècle. L'orgue datant de 1682 est posée dans l'église en 1786.